# بريوديلفاكس ماكولاتوس
بريوديلفاكس ماكولاتوس  (الاسم العلمي: Bryodelphax maculatus) هو نوع من بطيء الخطو وفصيلة أكاينيسيداي.

## منطقة التواجد
هذا النوع متوطن في تونس.

## المنشور الأصلي
- غاسيوريك، ستيك، مورك، المرنيسي، ميشالكزيك، 2017 : The tardigrade fauna of Tunisia, with an integrative description of Bryodelphax maculatus sp. nov. (Heterotardigrada: Echiniscidae). علم الحيوان الأفريقي, المجلد 2017, الصفحات 1-13.